# 31 de julho nos Jogos Olímpicos de Verão de 2012
31 de julho de 2012 nos Jogos Olímpicos de Verão de 2012 foi o sétimo dia de competições. Foram disputadas 58 provas em 22 esportes, sendo entregues 15 jogos de medalhas.

## Esportes
| - Badminton - Basquetebol - Boxe - Canoagem - Esgrima - Futebol | - Ginástica - Halterofilismo - Handebol - Hipismo - Hóquei sobre a grama - Judo | - Natação - Polo aquático - Remo - Saltos ornamentais - Tênis - Tênis de mesa | - Tiro - Tiro com arco - Vela - Voleibol - Voleibol de praia |

## Campeões do dia
| Modalidade         | Evento                                | Atleta(s)                                                             | País         | Recorde | Ref.  |
| ------------------ | ------------------------------------- | --------------------------------------------------------------------- | ------------ | ------- | ----- |
| Canoagem           | Slalom C-1 masculino                  | Tony Estanguet                                                        | FRA França   |         | [ 2 ] |
| Esgrima            | Florete individual masculino          | Lei Sheng                                                             | CHN China    |         | [ 3 ] |
| Hipismo            | CCE individual                        | Michael Jung                                                          | GER Alemanha |         | [ 4 ] |
| Hipismo            | CCE por equipes                       | Peter Thomsen Dirk Schrade Ingrid Klimke Sandra Auffarth Michael Jung | GER Alemanha |         | [ 5 ] |
| Saltos ornamentais | Plataforma 10 m sincronizado feminino | Chen Ruolin Wang Hao                                                  | CHN China    |         | [ 6 ] |

- EL. ^ Participaram apenas das eliminatórias, mas receberam medalhas

## Líderes do quadro de medalhas ao final do dia
País sede destacado.
| Ordem | País                | Medalha de ouro | Medalha de prata | Medalha de bronze |    |  |
| ----- | ------------------- | --------------- | ---------------- | ----------------- | -- |  |
| 1     | CHN China           | 13              | 6                | 4                 | 23 |  |
| 2     | USA Estados Unidos  | 9               | 8                | 6                 | 23 |  |
| 3     | FRA França          | 4               | 3                | 4                 | 11 |  |
| 4     | KOR Coreia do Sul   | 3               | 2                | 3                 | 8  |  |
| 5     | PRK Coreia do Norte | 3               |                  | 1                 | 4  |  |
| 6     | KAZ Cazaquistão     | 3               |                  |                   | 3  |  |
| 7     | ITA Itália          | 2               | 4                | 2                 | 8  |  |
| 8     | GER Alemanha        | 2               | 3                | 1                 | 6  |  |
| 9     | RUS Rússia          | 2               | 2                | 4                 | 8  |  |
| 10    | RSA África do Sul   | 2               |                  |                   | 2  |  |
|       |                     |                 |                  |                   |    |  |
| 13    | GBR Grã-Bretanha    | 1               | 2                | 2                 | 5  |  |
|       |                     |                 |                  |                   |    |  |
| 15    | BRA Brasil          | 1               | 1                | 1                 | 3  |  |

Legenda
| Recorde mundial      | Recorde mundial (World record)               |                       | Recorde africano                      | Recorde africano (African) |                                           | Q | Classificado por posição (Qualified) |
| Recorde olímpico     | Recorde olímpico (Olympic record)            | Recorde da América    | Recorde da América (Americas)         | q                          | Classificado por melhor tempo (Qualified) |   |                                      |
| Melhor marca do ano  | Melhor marca do ano (World leading)          | Recorde asiático      | Recorde asiático (Asian)              | DNS                        | Não largou (Did not start)                |   |                                      |
| Recorde nacional     | Recorde nacional (National record)           | Recorde europeu       | Recorde europeu (European)            | DNF                        | Não terminou (Did not finish)             |   |                                      |
| Recorde pessoal      | Recorde pessoal do atleta (Personal best)    | Recorde da Oceania    | Recorde da Oceania (Oceania)          | DSQ / DQ                   | Desclassificado (Disqualified)            |   |                                      |
| Recorde da temporada | Recorde da temporada do atleta (Season best) | Recorde sul-americano | Recorde sul-americano (South America) | NM                         | Sem marca (No mark)                       |   |                                      |